# دودمان ابلین

نشان نظامی خاندان ابلین

خاندان ابلین (انگلیسی: House of Ibelin)، یکی از خاندان به نام و مشهور مسیحی در طی جنگ‌های صلیبی است. این خاندان پس از سقوط قبرس به طور کامل محو شد.

## نام
نام ابلین از قلعه ابلین که در سال ۱۱۴۱ به دستور فولک، پادشاه اورشلیم ساخته شد، گرفته شده‌است. این قلعه به باریسان، یکی از جنگجویان صلیبی و مؤسس خاندان ابلین اهدا شد. ابلین نامی صلیبی برای شهر عرب یبنا است، جایی که قلعه ابلین در آنجا ساخته شد. این قلعه در اواخر قرن ۱۲ به دستور ایوبیان سقوط کرد اما خاندان ابلین به واسطه ازدواج بالین ابلین، پسر باریسان، با ملکه بیوه اورشلیم، مبدل به یکی از خاندان قدرتمند پادشاهی اورشلیم شد و توانستند کنتر مناطقی همچون بیروت و قبرس را در دست بگیرند.

## تاریخ

### جنگ لمباردی‌ها
پس از پایان یافتن جنگ صلیبی ششم و بازگشت فریدریش به اروپا، وی در سال ۱۲۳۰ توانست با پاپ آشتی و مصالحه برقرار کند تا از زیر فشارهای وارده از جانب دستگاه پاپ خارج شود؛ با این حال وی در اراضی مقدس با مقاومت افرادی همچون جان ابلین روبه‌رو شد که موفق شده بود، رهبری تمامی گروه‌های مخالف فریدریش را بر عهده بگیرد. با این حال، درگیری بین نیروهای هوهنشتافنِ فریدریش و صلیبیون به رهبری جان ابلین با پیروزی جان ابلین همراه بود. از آن پس، سلطنت امپراتوری ظاهر خود را در شرق حفظ کرد اما قدرت واقعی در دست خاندان ابلین قرار گرفت.
همزمان با درگیری داخلی میان صلیبیون، ایوبیان نیز درگیر جنگ‌های داخلی شدند. پیوند الکامل و الاشرف به فاصله کوتاهی پس از تسخیر دمشق از بین رفت و دو برادر تا سال ۱۲۳۷ که الاشرف درگذشت، درگیر جنگ داخلی شدید با یکدیگر بودند. پس از آن، الکامل موفق شد تا سوریه را متصرف شود، اما خود پس از اندک زمانی درگذشت. پس از مرگ وی، حکومت میان دو پسرش تقسیم شد؛ الصالح حکومت دمشق و العادل حکومت مصر را به دست گرفت؛ با این حال این برادران نیز پس از مدتی وارد جنگ با یکدیگر شدند تا اینکه الصالح مصر را فتح کرد، اما سوریه را از دست داد.

## ارباب‌نشین ابلین
این ارباب‌نشین نیز ــ که مرکز آن قلعه ابلین بود ــ پس از شورش هیو دوم یافا در سال ۱۱۳۴ تشکیل شد. این ارباب‌نشین پس از تشکیل از طرف پادشاهی به باریسان ابلین اهدا شد. پسر وی، بالین پس از ازدواج با ماریا کومننه، بیوه امالریک یکم، این خاندان را مبدل به یکی قدرتمندترین خاندان‌ها در قلمروهای صلیبی کرد. اربابان ابلین:
- باریسان ابلین (۱۱۳۴–۱۱۵۰)
- هیو ابلین (۱۱۵۰–۱۱۷۰)
- بالین ابلین (۱۱۷۰–۱۱۹۳)
- جان ابلین (۱۱۹۳–۱۲۳۶)
- مبدل به بخشی از کنت‌نشین یافا و اشکلون (۱۲۳۶)